# Kazuki Yamada
Kazuki Yamada est un chef d'orchestre né en 1979 à Hadano, au Japon.

## Biographie
Kazuki Yamada naît le 26 janvier 1979 à Kanagawa.
Il commence ses études musicales par le piano avant de se consacrer très jeune à la direction d’orchestre. Il étudie à la Tokyo National University of Fine Arts & Music (Gedaï), aujourd'hui Université des arts de Tokyo, avec Ken'ichirō Kobayashi et Yōko Matsuo. Il obtient, en 2001, le diplôme de chef d’orchestre. Durant ses études, il fonde la Yokohama Sinfonietta. En 2002, il étudie à l’International Summer Academy du Mozarteum de Salzbourg auprès de Gerhard Markson (en). Durant cette période il dirigera l’Orchestre philharmonique de Varna (Bulgarie).
En 2005, Kazuki Yamada est nommé chef d’orchestre en résidence du Chœur philharmonique de Tokyo. Après le concours de Besançon qu'il remporte en 2009, il est appelé à diriger l'Orchestre symphonique de la BBC. Mais il ne s'est pas contenté de diriger des orchestres, il a aussi été le chef de chœur de l'Orchestre symphonique de la NHK,.
Il travaille également en 2006 avec Charles Dutoit et le NHK Symphony Orchestra, en tant que chef de chœur et dirige des solistes tels que Tamas Varga. Au Japon, il a dirigé l'Orchestre philharmonique du Japon, l'Orchestre symphonique de Tokyo, l'Orchestre philharmonique de Kanagawa, l'Orchestre philharmonique de Nagoya, l’Orchestre symphonique de Hiroshima, le Sendai Philharmonic Orchestra ainsi que l’Ensemble orchestral Kanazawa. Il a également été chef d’orchestre en résidence du Chœur philharmonique de Tokyo. En 2009, il remplace à la direction de l'Orchestre de Paris, à la suite de la maladie de Michel Plasson.
Du 24 juin au 4 juillet 2010, Kazuki Yamada est appelé à remplacer Seiji Ozawa, malade, pour la sixième édition de l'académie internationale de musique. Seiji Ozawa est le fondateur de l'International Music Academy Switzerland.
En 2010, il vit à Berlin et l'Orchestre de la Suisse romande lui demande de prendre la direction de l'orchestre. Il est principal chef invité de la formation à compter de 2013, et prolongé à ce poste en 2014, jusqu'en 2017.
En 2014, il est principal chef invité de l'Orchestre philharmonique de Monte-Carlo, puis, depuis septembre 2016, est directeur artistique et musical de l'orchestre monégasque. Il est prolongé à ce poste en 2018, jusqu'en 2021, puis en 2020 jusqu'à août 2024.
En 2021, Kazuki Yamada est nommé chef d'orchestre principal et conseiller artistique de l'Orchestre symphonique de Birmingham afin de succéder à Mirga Gražinytė-Tyla à compter du 1er avril 2023, pour une durée de quatre ans et demi. En 2025, il est prolongé à ce poste pour une durée supplémentaire de deux ans, portant son mandat de directeur musical à Birmingham jusqu'à la fin de l'été 2029.
En 2025, il est nommé chef principal et directeur artistique du Deutsches Symphonie-Orchester Berlin à compter de la saison 2026-2027, pour une durée de trois ans.

## Prix et récompenses
- 2001 : Prix Ataka
- 2009 : Grand Prix de direction du 51e Concours international de jeunes chefs d'orchestre de Besançon[15]

## Discographie
- Berlioz, les Nuits d’été, Saint-Saëns, Mélodies persanes, Ravel, Shéhérazade, Marie-Nicole Lemieux, contralto, Orchestre Philharmonique de Monte-Carlo. CD Erato 2023.

## Décoration
- Chevalier de l'ordre du Mérite culturel de Monaco[16]